# 王芑孫
王芑孫（1755年—1817年），字念豐、又字铁夫，號惕甫，江蘇蘇州府長洲縣人，清朝政治人物、書法家、學者。

## 生平
十二歲能寫文章，乾隆五十三年（1788年）戊申恩科舉人，授咸安宮教習，改華亭縣教諭，有傲氣，人以為狂，升松江府知府。辭官歸，任揚州樂儀書院山長。
書法直逼劉墉 (清朝)。著有《楞伽山房集》、《淵雅堂集》。精於鑒賞書畫和藏書，曾鉴阅清禹之鼎《王漁洋踏雪尋梅圖卷》。

## 家族
- 先祖為明朝大學士王鏊。
- 胞弟王翼孙（字听夫），湖北吕堰驿巡检，嘉庆元年三月殉难，追赠云骑尉（载伊秉绶《留春草堂诗钞》）。
- 妻曹貞秀，字墨琴，自署寫韻軒，安徽徽州府休寧縣人，僑居長洲縣，清初書畫家，時稱「墨琴女史」。
- 子，袭其胞叔云骑尉。